# Battaglia di Caen (1944)
La battaglia di Caen (giugno-agosto 1944) fu una serie di combattimenti avvenuti tra la Seconda Armata britannica e il  Panzergruppe della Wehrmacht durante la seconda guerra mondiale per il controllo della città di Caen e i suoi dintorni, nel contesto della battaglia di Normandia. Le battaglie seguirono l'operazione Neptune, lo sbarco alleato sulla costa francese avvenuto il 6 giugno 1944 (D-Day).